# Kindje-op-moeders-schoot
Kindje-op-moeders-schoot (Tolmiea menziesii) is een plant uit de steenbreekfamilie (Saxifragaceae) 
De plant maakt nieuwe scheutjes aan in de bladoksels van de oude bladeren. Andere planten doen dit vanuit een okselknop aan de bladsteelbasis maar bij deze plant is de okselknop met de bladsteel meegegroeid tot aan de basis van de bladschijf. Zo lijkt het net of er een kindje (nieuw, klein plantje) op schoot zit van het grote blad. Die oudere bladeren raken door het gewicht van het kleine plantje uiteindelijk de grond en dan kan dat kleine plantje wortel schieten. Zo gaat deze plant de bodem bedekken, naar analogie van aardbeien en boterbloemen waarbij de bladoksels aan de basis van de bladstelen uitlopen tot ranken waar kleine plantjes  op uitgroeien en wortelen. 
Oorspronkelijk komt de plant uit Noord-Amerika en groeit daar als bodembedekker. In Nederland kan de plant ook buiten staan, mits het niet te hard vriest. De plant wordt ongeveer 30 cm hoog en draagt in mei tot juni kleine bruine bloemen. De bladeren en stengels zijn behaard. De plant verlangt een standplaats met schaduw tot halfschaduw.

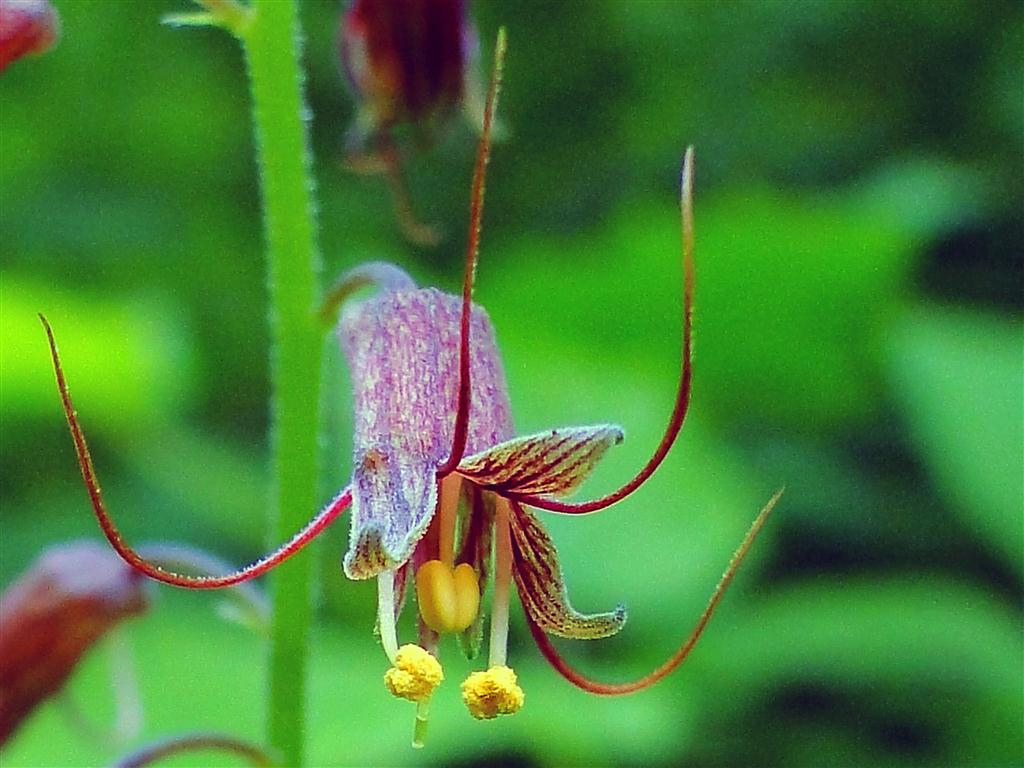
bloem
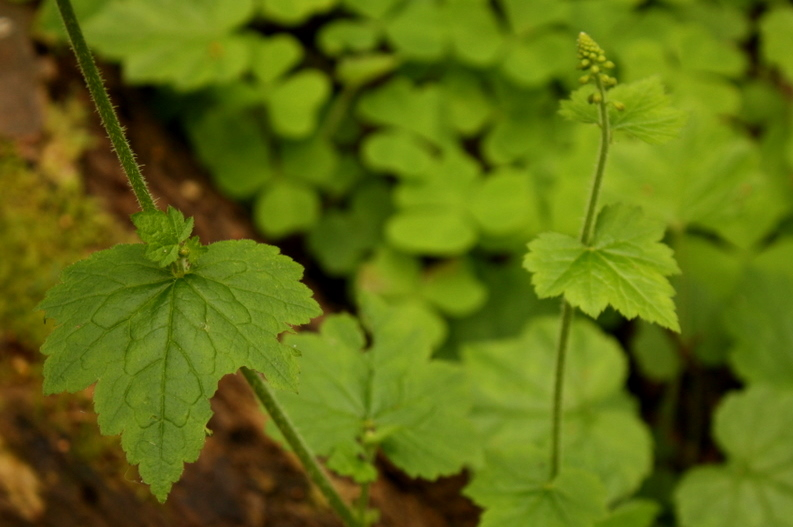
Er is duidelijk te zien dat het nieuwe blad ontstaat uit de bladoksel van het vorige blad.